# 旭川市図書館
旭川市図書館（あさひかわしとしょかん）は、北海道旭川市が設置運営する公立図書館。

## 旭川市中央図書館
旭川市中央図書館（あさひかわしちゅうおうとしょかん）は、北海道旭川市、旭川市常磐公園内に位置する公立図書館。

### 概要
1994年（平成6年）10月1日開館。蔵書数は2005年度末で約53万6千冊、所蔵AV資料はおよそ10,200タイトル。返却・貸し出しなどを担当するカウンターが設置された1階には、AV資料視聴用の視聴覚コーナーが設けられているほか、CDを聞くことが可能なリスニングコーナー、新聞・雑誌閲覧コーナーがある。入口が国道40号側と常磐公園側に設置。2階に資料調査室、読書室などがある。
1998年に旭川市図書館条例が改正、中央図書館が旭川市末広図書館など他の地区図書館を統轄、同時に旭川市図書館協議会を設置した。催し物として、図書館まつりを定期的に開催。他に絵本講座や映画上映など。実施しているサービスに図書宅配サービス、移動図書館車による自動車図書館、児童書の貸出、インターネット予約がある。
図書館周辺に旭橋、旭川市公会堂、旭川常盤ロータリーが隣接。

### 歴史
1946年（昭和21年）に市立図書館として開館。1958年（昭和33年）、旭川市常磐公園に移転。1994年（平成6年）、公園敷地内で現在の場所（旭川市総合体育館常磐分館の跡地）に移転して「旭川市中央図書館」に名称を変える。

### 利用方法
貸し出しには全館共通の図書館利用カードが必要で、旭川市内に在住・通学・通勤・長期滞在しているか、上川管内か旭川市に隣接する市町に在住の場合は登録することができる。
- 冊数：図書10冊、CD・カセットテープ・ビデオテープは3点まで
- 期間：2週間

開館時間
- 火曜日 - 金曜日： 9:30 - 19:00
- 土・日曜・祝日： 9:30 - 18:00

休館日
- 定例休館日：毎週月曜日(月曜が祝日のときはその直後の祝日でない日)
- 館内整理日：毎月末日(末日が土曜・日曜・月曜にあたるときは月末の金曜)
- 図書特別整理期間（15日以内）
- 年末年始 （12月30日 - 1月4日）

## 旭川市末広図書館
旭川市末広図書館（あさひかわしすえひろとしょかん）は、北海道旭川市にある公立図書館。

### 概要
旭川市中央図書館が統轄する地区図書館の一つ。1992年7月に工事が着工、翌1993年5月に竣工・開館となった。児童図書コーナーや視聴覚コーナーを有し、視聴覚室では夏休み子ども映画会などが開催される。
駐車場9台、旭川市立六合中学校が隣接する。